# Guémé
Guémé est une commune du Cameroun située dans la région de l'Extrême-Nord et le département du Mayo-Danay, à proximité de la frontière avec le Tchad. Elle recouvre le territoire de l'arrondissement de Vélé.

## Structure administrative de la commune
Outre Guémé proprement dit, la commune comprend notamment les villages suivants :
- Agolla
- Dabaye I
- Dabaye II
- Dabaye III
- Douang
- Gabaraye Merengue I
- Gabaraye Merengue II
- Gabaraye Merengue III
- Gabaraye Widi
- Gandjam-Danay
- Guéméré
- Guia
- Kartoua
- Kouromokdei
- Vélé
- Widigué
- Yaraye